# Kaprifélék
A kaprifélék (Capparaceae) a keresztesvirágúak (Brassicales) rendjének egy családja.

## Nemzetségek
- Anisocapparis Cornejo & H.H.Iltis
- Apophyllum F.Muell.
- Bachmannia Pax
- Belencita H.Karst.
- Boscia Lam.
- Buchholzia Engl.
- Cadaba Forssk.
- Calanthea (DC.) Miers
- Capparicordis Iltis & Cornejo
- Capparidastrum (DC.) Hutch.
- Capparis L. – kapri
- Cladostemon A.Braun & Vatke
- Colicodendron Mart.
- Crateva L.
- Cynophalla J.Presl
- Dhofaria A.G.Mill.
- Dipterygium Decne.
- Euadenia Oliv.
- Hispaniolanthus Cornejo & H.H.Iltis
- Maerua Forssk.
- Mesocapparis (Eichl.) Cornejo & H.H.Iltis
- Monilicarpa Cornejo & H.H.Iltis
- Morisonia L.
- Neocalyptrocalyx Hutch.
- Puccionia Chiov.
- Quadrella J.Presl
- Ritchiea R.Br. ex G.Don
- Sarcotoxicum Cornejo & H.H.Iltis
- Steriphoma Spreng.
- Thilachium Lour.

### Bizonytalan besorolású nemzetségek
Az alábbi nemzetségeket a régebbi rendszertanok a Capparaceae családba sorolják, de újabb vizsgálatok híján túl kevés információ áll rendelkezésre e rendszerezés helyességének alátámasztására, azonban valószínű, hogy e nemzetségek ide sorolása nem állja meg a helyét.
- Borthwickia W.W.Sm.
- Keithia Spreng.
- Neothorelia Gagnep.
- Poilanedora Gagnep.

### Korábban ide sorolt nemzetségek
Az alábbi nemzetségeket a korábbi a rendszertanok a Capparaceae családba sorolták, de a korszerű rendszerzések más családokba (a nyilak után feltüntetve) helyezik őket.
- Cleome L. → Cleomaceae
- Cleomella DC. → Cleomaceae
- Dactylaena Schrad. ex Schult.f. → Cleomaceae
- Forchhammeria Liebm. → Stixaceae
- Haptocarpum Ule → Cleomaceae
- Koeberlinia Zucc. → Koeberliniaceae
- Oxystylis Torr. & Frem. → Cleomaceae
- Pentadiplandra Baill. → Pentadiplandraceae
- Podandrogyne Ducke → Cleomaceae
- Polanisia Raf. → Cleomaceae
- Setchellanthus Brandegee → Setchellanthaceae
- Stixis Lour. → Stixaceae
- Tirania Pierre → Stixaceae
- Wislizenia Engelm. → Cleomaceae